# Artesunato/pyronaridina
Artesunato/pyronaridina, vendido bajo el nombre comercial Pyramax, es un medicamento de combinación en dosis fija para el tratamiento de la malaria.  Puede usarse para la malaria de los tipos P. falciparum y P. vivax.  Combina artesunato y pironaridina.  Se administra vía oral.
La combinación es generalmente bien tolerada.  Los efectos secundarios pueden incluir dolor de cabeza, vómitos o tos.  No se recomienda su uso en personas con enfermedad hepática grave o enfermedad renal. Su uso no se recomienda generalmente en el embarazo temprano.  Sin embargo, si no hay otras opciones y el tratamiento puede salvar la vida de la madre, se puede usar.  Los dos componentes funcionan por diferentes mecanismos. 
Está en la Lista de medicamentos esenciales de la Organización Mundial de la Salud, los medicamentos más efectivos y seguros que se necesitan en un sistema de salud.  En 2010, el costo mayorista de un ciclo de tratamiento en el mundo en desarrollo osciló entre US$0,55 y 2,18.

## Usos médicos
Artesunato/pyronaridina se usa para la malaria de los tipos P. falciparum y P. vivax.  No se recomienda para enfermedades graves. 
Una revisión de 2014 encontró que la combinación respecto con artemether/lumefantrine tuvo un rendimiento comparable.  Los beneficios también parecen ser similares a los de la mefloquina junto con el artesunato.  No se recomienda para la prevención de la malaria. 